# Trigonomma coeruleifrons
Trigonomma coeruleifrons är en tvåvingeart som först beskrevs av Becker 1912.  Trigonomma coeruleifrons ingår i släktet Trigonomma och familjen fritflugor. Inga underarter finns listade i Catalogue of Life.